# Psicotrópico
Un psicotrópico o sustancia psicotrópica (del griego psykhe, 'alma', y τρόπος tropos, que significa ‘dirección’, ‘rumbo’, 'vuelta') es un agente químico que tiene efecto sobre el sistema nervioso central, lo cual trae como consecuencia cambios temporales en la percepción, en el estado de ánimo, en el estado de conciencia y en el comportamiento.
Psicotrópico es una sustancia  con actividad cerebral  (psicoactiva)  que produce efectos por lo general intensos, hasta el punto de causar cambios profundos de personalidad. Es un término que se usa para definir drogas que afectan el estado mental de una persona.
Las sustancias psicotrópicas son aquellas sustancias psicoactivas que influyen en el estado mental de un individuo al alterar el estado de ánimo, la percepción, la cognición o el comportamiento por eso son utilizados como remedios por la neurología y la psiquiatría.
Los psicotrópicos son fármacos que provocan cambios notables en el estado de ánimo y la cognición. Son medicamentos actúan sobre el sistema nervioso central y están diseñados para aliviar síntomas de diversos trastornos. Se distinguen por los efectos que resultan de sus acciones sobre los neurotransmisores en el cerebro. Entre los psicotrópicos se encuentran los antidepresivos, antiepilépticos o anticonvulsivos, los estabilizadores de humor, los antipsicóticos, los ansiolíticos, todos medicamentos eficaces el tratamiento tanto de enfermedades neurológicas como de trastornos mentales psiquiátricos. La mayoría de los psicotrópicos se clasifican en cinco tipos diferentes: ansiolíticos , antidepresivos , antipsicóticos, hipnóticos y estabilizadores del ánimo. Son utilizados para tratar muchas enfermedades y una amplia gama de afecciones, trastornos del sueño, dolor, epilepsia, esquizofrenia, depresión, trastorno bipolar, ansiedad, fobias, neurosis o psicosis.
Las drogas psicotrópicas son también llamadas psicofármacos. Funcionan ajustando los niveles de sustancias químicas cerebrales o neurotransmisores, como la dopamina, el ácido gamma-aminobutírico (GABA), la noradrenalina y la serotonina. Uno de los principales beneficios es su capacidad para restaurar el equilibrio químico en el cerebro, permitiendo que quienes los necesitan puedan llevar una vida más estable y funcional. Por ejemplo, los antidepresivos pueden reducir significativamente los síntomas de tristeza profunda o desesperanza, los ansiolíticos pueden aliviar crisis de angustia que afectan la vida cotidiana, y los antipsicóticos pueden ayudar a controlar síntomas como delirios o alucinaciones.
Estos psicofármacos sólo deben tomarse por indicación profesional  de un médico y nunca por automedicación. También permiten recuperar rutinas básicas como el sueño, el apetito y la concentración, que son fundamentales para el bienestar integral. Si bien no son una solución mágica ni están exentos de efectos secundarios, los psicotrópicos representan una herramienta terapéutica valiosa cuando se integran dentro de un abordaje clínico cuidadoso, centrado en la persona y su contexto.
En ocasiones, se llama a los psicotrópicos psicoactivos o sustancias psicoactivas o psicoactivantes, a pesar de que no todos promueven la activación del sistema nervioso. Algunos autores  no diferencian el término fármaco psicotrópico de sustancia psicoactiva y los utilizan indistintamente, con un uso intercambiable de ambos términos.
 

## Mecanismo de acción
Los psicotrópicos ejercen su acción modificando ciertos procesos bioquímicos o fisiológicos cerebrales. Funcionan ajustando los niveles de sustancias químicas cerebrales o neurotransmisores, como la dopamina, el ácido gamma-aminobutírico (GABA), la noradrenalina y la serotonina.  Se distinguen por los efectos que resultan de sus acciones sobre los neurotransmisores en el cerebro.
Estos psicofármacos sólo deben tomarse por indicación profesional  de un médico y nunca por automedicación. Los mensajes entre las distintas células nerviosas (neuronas) se transmiten a través de estímulos químicos y los mensajes intraneuronas se transmiten a través de estímulos eléctricos. Las neuronas no entran en contacto directo entre sí; en las sinapsis el mensaje se transmite por medio de neurotransmisores. La mayoría de los psicotrópicos actúan alterando el proceso de neurotransmisión, estimulando o inhibiendo la actividad. Otros, como las sales de litio, actúan modificando la permeabilidad de la membrana neuronal y se emplean en el tratamiento del trastorno bipolar permitiendo reducir las crisis que afectan a estos pacientes. 
Los psicotrópicos actúan imitando los efectos, bloqueando la actividad o alterando el almacenamiento, la liberación o la captación de neurotransmisores y pueden restablecer el equilibrio de los neurotransmisores al impedir su degradación una vez liberados de las neuronas. 

## Antidepresivos
Los antidepresivos son  psicotrópicos utilizado para tratar la depresión, que pueden aparecer en forma de uno o más episodios a lo largo de la vida, diversos trastornos psicológicos, ciertos desórdenes de la conducta alimentaria y alteraciones del control de los impulsos.

## Antipsicóticos
Los antipsicóticos son neurolépticos ejercen modificaciones fundamentalmente en el cerebro y están indicados especialmente en casos de esquizofrenia para, por ejemplo, hacer desaparecer las alucinaciones y en trastornos bipolares para tratar episodios maníacos, con o sin síntomas psicóticos. También se utilizan en el tratamiento de la psicosis inducida por el uso de drogas. 
Además se utilizan en el tratamiento de otras enfermedades muy distintas como depresión, lesiones cerebrales, o enfermedades en las que aparecen agresividad como demencias o síndromes confusionales agudos.

## Antiepilépticos
Los antiepilépticos son psicotrópicos destinados a combatir, prevenir o interrumpir las convulsiones o los ataques epilépticos. Suele llamársele antiepiléptico aunque existen otros tipos de convulsiones no asociadas a la epilepsia como: el síndrome convulsivo febril del niño y las convulsiones producidas por la retirada brusca de tóxicos y fármacos depresores del sistema nervioso central. Se usan en el tratamiento del trastorno bipolar, debido a que actúan como estabilizantes del humor.

## Estabilizadores del estado de ánimo
Los estabilizadores del estado de ánimo son psicotrópicos utilizadso para el tratamiento de los trastornos del estado de ánimo, caracterizados por oscilaciones muy marcadas en el humor y la energía. El más común es el trastorno bipolar, en el cual los estabilizadores suprimen las oscilaciones entre episodios maníacos y depresivos. Estos fármacos también pueden servir para tratar el trastorno límite de la personalidad, en el cual también existen oscilaciones anímicas, de carácter menos intenso y duradero que en el trastorno bipolar pero mucho más volátiles, rápidas e impredecibles, además de impulsividad y episodios de ira. Muchos estabilizantes del estado de ánimo son fármacos antiepilépticos, como el valproato o la lamotrigina, con la importante excepción del carbonato de litio, que es el medicamento estabilizador del ánimo más antiguo y mejor conocido.

## Psicotrópicos estimulantes
Entre los psicotrópicos estimulantes encontramos las anfetaminas, que son medicamentos que aumentan la actividad del sistema nervioso central y pueden utilizarse para tratar trastornos de atención y sueño. Son usadas para una amplia gama de afecciones y el riesgo de efectos secundarios es muy bajo si se toman según lo prescrito por un médico.

## Benzodiazepinas
Las benzodiazepinas son psicotrópicos con efectos sedantes, hipnóticos, ansiolíticos, antiepilépticos, amnésicos y miorrelajantes. Se usan en medicina para tratar el trastorno de ansiedad, el insomnio y otros trastornos del estado de ánimo, así como las epilepsias, los síndromes de abstinencia alcohólica y los espasmos musculares. También se usan en ciertos procedimientos invasivos como la endoscopia o en odontología cuando el paciente presenta ansiedad o para inducir sedación y anestesia. Los individuos que abusan de drogas estimulantes con frecuencia se administran benzodiacepinas para «calmar» su estado anímico. A menudo se administran para tratar los estados de pánico causados por las intoxicaciones por alucinógenos.

## Espectro de acción de los psicotrópicos
|                                                                                          | ANTIPSICÓTICOS                                                            |                                                                                  | | |
|                                                                                          | Tranquilizantes mayores Antipsicóticos atípicos Antipsicóticos típicos    |                                                                                  | | |
| ESTIMULANTES                                                                             | quetiapina olanzapina                                                     |                                                                                  | haloperidol clorpromazina                                                                                            | DEPRESORES |
| Aminas simpaticomiméticas anfetaminas khat metilfenidato cocaína efedrina pseudoefedrina | Aminocetonas bupropión dietilpropión                                      | ISRS paroxetina fluoxetina sertralina                                            | Benzodiazepinas clonazepam diazepam alprazolam flunitrazepam lorazepam bromazepam                                    | |
| Piperazinas Benzylpiperazina Paraperazina MBZP MDBZP TFMPP DBZP mCPP pFPP                | Piperazinas Benzylpiperazina Paraperazina MBZP MDBZP TFMPP DBZP mCPP pFPP | Colinérgicos nicotina betel muscarina                                            | otros sedantes hipnóticos alcohol éter GHB barbitúricos metacualona cloroformo hidrato de cloral                     | otros sedantes hipnóticos alcohol éter GHB barbitúricos metacualona cloroformo hidrato de cloral               |
| Metilxantinas cafeína teobromina teofilina                                               | Feniletilaminas MDA MDEA MDMA 2-CB 2-CI 2-CE DOB DOM DOC DOI Mescalina    | Cannabinoides Δ9-THC CBN CBD                                                     | Disociativos Ketamina Metoxetamina Fenciclidina Tiletamina DXM Óxido Nitroso Xenón Amanitas Ácido iboténico Muscimol | Analgésicos narcóticos opio codeína tramadol morfina heroína fentanilo dextropropoxifeno buprenorfina metadona |
|                                                                                          | Triptaminas Psilocibina LSA LSD NMT DMT 5-MeO-DMT                         | Anticolinérgicos Atropina Escopolamina Difenhidramina Dimenhidrinato Hiosciamina | Otros Salvinorin A Ibogaína Miristicina                                                                              | |
|                                                                                          |                                                                           |                                                                                  | | |